# Михаел Штолајс
Михаел Штолајс (рођен 20. јула 1941. године у Лудвигсхафену на Рајни, умро 18. марта 2021. године), немачки правник и правни историчар. Пре пензионисања у статусу професора емеритуса 2006. године, био је професор Јавног права и Правне историје на Универзитету Јохан Волфганг Гете у Франкфурту на Мајни, а од 1991. године до краја 2009. године био је директор Макс Планк Института за европску правну историју.

## Биографија
Штолајсов отац био је правник Ерих Штолајс, који је од 1935. до 1937. године био градоначелник (бургермајстер) града Ландау, а од 1937. до 1941. године главни градоначечник (обер-бургермајстер) Лудвигсхафена на Рајни. Након завршетка школе 1960. године, у данашњој гимназији Курфирста Рупрехта у Нојштату, студирао је право, германистику и историју уметности у Хајделбергу и затим Вирцбургу. 1965. године положио је први, а 1969. године други правнички државни испит.
Краће време је радио као асистент Аксела Фрајхера фон Кампенхаузена, а 1973. године је хабилитован у Минхену за предмете Државно и управно право, Историја права у новом веку и Црквено право. Годину дана касније био је именован за професора на Универзитету у Франкфурту. 1991. године добио је престижну Лајбницову награду Немачког научно-истраживачког друштва. Исте године је постао директор Макс Планк Института за европску правну историју (MPIER) у Франкфурту на Мајни. 2006. године постао је професор емеритус на Универзитету у Франкфурту, а повукао се и са положаја директора Института, мада је од септембра 2007. до краја 2009. године био вршилац дужности директора.
Штолајс је био члан многих немачких и страних академија наука и уредник бројних научних едиција и часописа. Главне области његовог научног интересовања биле су у материји јавног права (социјално право) и правне историје савременог доба и новог века (посебно историје јавног права).
Одржавао је квалитетну сарадњу са српском академском заједницом, нарочито са Правним факултетом Универзитета у Београду, где је у марту 2018. године учествовао у раду конференције "Legal Pluralism in the 19th and 20th Century" ("Правни плурализам у 19. и 20. веку"), и одржао предавање у клубу "Forvm Romanvm" на тему "Constitution as a Product of Western Legal and Political Culture" ("Устав као производ западне правне и политичке културе").

## Чланства и положаји
- Академија наука и књижевности у Мајнцу[5]
- Академија наука у Гетингену
- Берлинско-Бранденбуршка академија наука
- Члан Финске академије наука (2000)
- Члан Данске краљевске академије наука (2001)
- Члан Немачке академије за језик и поезију (2002)
- Члан Немачке академије наука "Леополдина" (2004)[6]
- Председник управног одбора Музеја светске културе у Франкфурту (2006)[7]
- Вице-канцелар реда Ордена за заслуге (pour le mérite)

## Признања

### Почасни докторати
- Универзитет у Лунду (1999)
- Универзитет у Тулузи (2002)
- Универзитет у Падови (2004)
- Универзитет у Хелсинкију (2010)

### Награде
- Лајбницова награда (1991)
- Научно-истраживачка награда Банке Шведске (1994)
- Балцанова награда за правну историју новог века (2000)

### Одликовања
- Савезни крст за заслуге 1. класе (5. маја 2010. године)
- Орден Pour le Mérite за науку и уметност (2014)
- Савезни крст за заслуге, Велики крст за заслуге са звездом (2015)[8]

## Најважнија дела
- Staatsraison, Recht und Moral in philosophischen Texten des späten 18. Jahrhunderts (= Monographien zur philosophischen Forschung. Bd. 86). Hain, Meisenheim . 1972.  978-3-445-00907-4. (Dissertation, Universität München, 1967).
- Gemeinwohlformeln im nationalsozialistischen Recht (= Abhandlungen zur rechtswissenschaftlichen Grundlagenforschung. Bd. 15). Schweitzer, Berlin . 1974.  978-3-8059-0349-3. (Habilitationsschrift, Universität München, 1973).
- Pecunia nervus rerum. Zur Staatsfinanzierung in der frühen Neuzeit.. Klostermann, Frankfurt am Main. 1983.  978-3-465-01590-1.
- Geschichte des öffentlichen Rechts in Deutschland. 4 Bände. C. H. Beck, München 1988–. 2012.  978-3-406-63388-1.
  - Band 1: Reichspublizistik und Policeywissenschaft 1600–1800.. 1988.  978-3-406-32913-5.
  - Band 2: Staatsrechtslehre und Verwaltungswissenschaft 1800–1914.. 1992.  978-3-406-33061-2.
  - Band 3: Staats- und Verwaltungsrechtswissenschaft in Republik und Diktatur 1914–1945.. 1999.  978-3-406-37002-1.
  - Band 4: Staats- und Verwaltungsrechtswissenschaft in West und Ost 1945–1990.. 2012.  978-3-406-63203-7.
- Staat und Staatsraison in der frühen Neuzeit. Studien zur Geschichte des öffentlichen Rechts.. Suhrkamp, Frankfurt am Main. 1990.  978-3-518-28478-0.
- Recht im Unrecht. Studien zur Rechtsgeschichte des Nationalsozialismus.. Suhrkamp, Frankfurt am Main. 1994.  978-3-518-28755-2.
- Konstitution und Intervention. Studien zur Geschichte des öffentlichen Rechts im 19. Jahrhundert.. Suhrkamp, Frankfurt am Main. 2001.  978-3-518-29126-9.
- Geschichte des Sozialrechts in Deutschland. Ein Grundriss. Lucius und Lucius, Stuttgart . 2003.  978-3-8282-0243-6. (online).
- Das Auge des Gesetzes. Geschichte einer Metapher.. C. H. Beck.
- Rechtsgeschichte schreiben. Rekonstruktion, Erzählung, Fiktion?. Schwabe, Basel. 2008.  978-3-7965-2455-4.
- Sozialistische Gesetzlichkeit. Staats- und Verwaltungsrechtswissenschaft in der DDR.. C. H. Beck.
- Ausgewählte Aufsätze und Beiträge (= Studien zur europäischen Rechtsgeschichte.. Bd. 265). Herausgegeben von Stefan Ruppert und Miloš Vec. 2 Bände. Klostermann, Frankfurt am Main. 2011.  978-3-465-04137-5.
- Öffentliches Recht in Deutschland. Eine Einführung in seine Geschichte. 16.–21. Jahrhundert.. C. H. Beck.
- Nahes Unrecht, fernes Recht. Zur Juristischen Zeitgeschichte im 20. Jahrhundert. Wallstein, Göttingen. 2014.  978-3-8353-1401-6.
- „Margarethe und der Mönch“. Rechtsgeschichte in Geschichten. C.H. Beck.
- Verfassungs(ge)schichten. Mit Kommentaren von Christoph Gusy und Anna-Bettina Kaiser. Tübingen. 2017.  978-3-16-155404-9.
- Verfassungs- und Verwaltungsgeschichte. Materialien, Methodik, Fragestellungen.